# Basilica di San Lorenzo in Doliolo
La basilica di San Lorenzo in Doliolo è la più antica di San Severino Marche. Custodisce i resti mortali di Santa Filomena, Sant'Ippolito e San Giustino. La tradizione vuole che sia stata costruita dai monaci basiliani sulle rovine del tempio della dea Feronia, II secolo, ove all'inizio della primavera di ogni anno, venivano liberati gli schiavi che si erano comportati bene, con cerimonia pagana presieduta dalla sacerdotessa Camurena Celerina, ora sepolta nel Borgo Tufico, tra Cerreto d'Esi e Fabriano.

## Storia e Descrizione
Sembra che in questa basilica vi abbia soggiornato nel VI secolo anche San Severino con il fratello Vittorino, prima di ritirarsi in eremitaggio. L'edificio attuale è del XIV secolo, ma ha subito ampi rifacimenti.  

L'ambiente più interessante della chiesa è la cripta, costruita probabilmente nel VI secolo. 

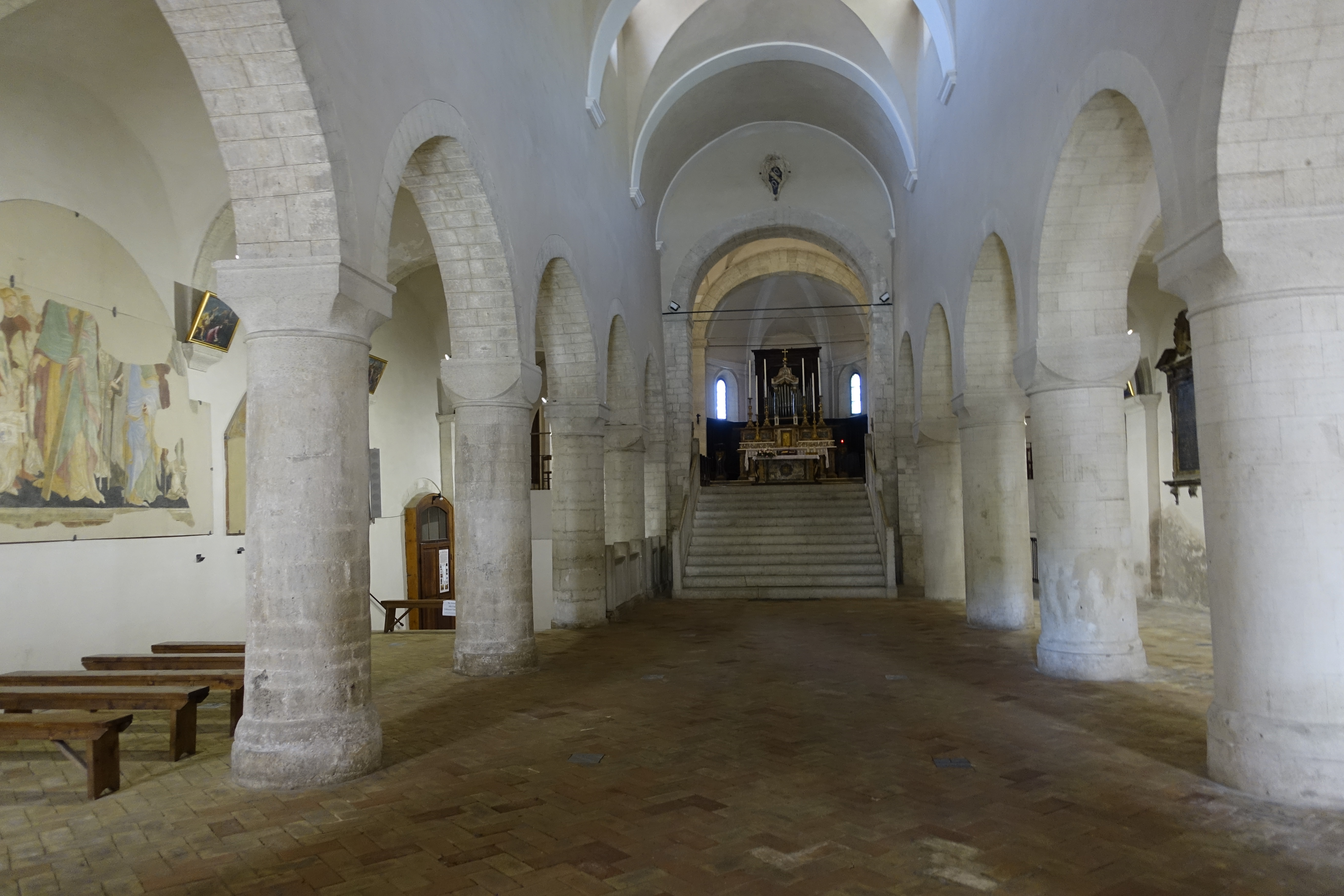
Interno della basilica

 Fra i numerosi frammenti di affreschi, spicca il ciclo delle Storie di Sant'Andrea, in monocromo beige, dipinte da Lorenzo Salimbeni e dal fratello Jacopo su una crociera della volta. Un'altra serie di affreschi dei Salimbeni, questa però gravemente danneggiata, si trova nella sagrestia. Complesso monumentale retto da secoli dai monaci cistercensi che ancora lo officiano.
Nel presbiterio sopraelevato è appesa alla parete sinistra, una tela con San Filippo Neri attribuita ad Andrea Lilli.
Da questa chiesa viene una tavola con la Natività e la Madonna della Quercia di Lorenzo d'Alessandro, dell'inizio degli anni settanta del Quattrocento, oggi nella Pinacoteca Tacchi Ventura.